# Belidschi (Siedlung)
Belidschi (russisch Белиджи́; lesgisch Белиж) ist eine Siedlung städtischen Typs in der Republik Dagestan (Russland) mit 12.236 Einwohnern (Stand 14. Oktober 2010).

## Geographie
Die Siedlung liegt gut 140 km südsüdöstlich der Republikhauptstadt Machatschkala am Ostrand des Großen Kaukasus. Sie befindet sich etwas westlich des Flusses Samur unweit seiner Mündung in das vom Ort 6 km entfernte Kaspische Meer. Bis zur Staatsgrenze zu Aserbaidschan sind es gut 15 km.
Belidschi gehört zum Rajon Derbentski und befindet sich etwa 25 km südsüdöstlich von dessen Verwaltungszentrum Derbent. Es ist Sitz und einziger Ort der Stadtgemeinde (gorodskoje posselenije) Possjolok Belidschi. Fast 90 % der Einwohner sind Lesgier, knapp 5 % Tabassaranen.

## Geschichte
Der Ort entstand ab 1899 im Zusammenhang mit dem Bau der Hauptstrecke der Nordkaukasus-Eisenbahn von Rostow am Don nach Baku. Die 1900 in Betrieb genommene Bahnstation und die zugehörige Siedlung erhielten ihre Bezeichnung nach dem gleichnamigen, etwa 3 km nordöstlich gelegenen Dorf Belidschi, das heute eine eigenständige Landgemeinde bildet. 1965 erhielt Belidschi den Status einer Siedlung städtischen Typs.

### Bevölkerungsentwicklung
| Jahr | Einwohner |
| ---- | --------- |
| 1970 | 8.961     |
| 1979 | 10.041    |
| 1989 | 10.835    |
| 2002 | 11.584    |
| 2010 | 12.236    |

Anmerkung: Volkszählungsdaten

## Verkehr
Belidschi liegt an der auf diesem Abschnitt 1973 elektrifizierten Eisenbahnstrecke Rostow am Don – Machatschkala – Baku (Streckenkilometer 2436 ab Moskau). Westlich am Ort führt die föderale Fernstraße R217 Kawkas (ehemals M29) vorbei, die entlang dem Nordrand des Kaukasus ebenfalls zur aserbaidschanischen Grenze führt.